# Ammosaurus
Ammosaurus is een geslacht van uitgestorven herbivore saurischische dinosauriërs, een basaal lid van de Sauropodomorpha, dat tijdens het Vroeg-Jura leefde in het gebied van het huidige Noord-Amerika.
Het is, sinds in 2015 een neotype voor Anchisaurus vastgesteld werd, vrijwel zeker identiek aan, en een jonger synoniem van Anchisaurus.

## Vondst en naamgeving
Op 20 oktober 1884 werd bij Manchester, Connecticut in een steengroeve van Charles O. Wolcott, waarin zandsteenblokken uitgezaagd werden voor de aanleg over de Hop Creek van de South Manchester Bridge, het skelet gevonden van een dinosauriër. Professor Othniel Charles Marsh, erop attent gemaakt door een plaatselijke amateurpaleontoloog, Charles H. Owen, schakelde een tussenpersoon in, T.A. Bostwick, om het exemplaar te kopen maar die wist slechts de achterkant van het skelet te verwerven: de voorkant was al in de brug ingebouwd waaruit het pas in augustus 1969 door professor John Ostrom bevrijd zou worden. Ostrom had met grote moeite over een periode van twee jaar uit de zestig bruggen in de jaren tachtig van de negentiende eeuw in het gebied gebouwd de juiste bepaald en toen deze afgebroken werd, liet hij een team vrijwilligers het sloopproces nauwkeurig in de gaten houden om te zien of er inderdaad beenderen tevoorschijn kwamen. De eerste die een bot bespeurde, was de onderwijzer Richard Sanders.
In 1889 benoemde Marsh het fossiel als een nieuwe soort van Anchisaurus: Anchisaurus major, 'de grotere'. In 1891 echter benoemde Marsh deze soort tot een apart geslacht: Ammosaurus, waarvan Anchisaurus major dus de typesoort is met als nieuwe combinatienaam Ammosaurus major. De geslachtsnaam is afgeleid van het Oudgrieks ἄμμος, ammos, 'zand' of 'zandige grond'.
Het holotype YPM 208 is gevonden in een laag van de Portlandformatie die dateert uit het Pliensbachien-Toarcien, ongeveer 183 miljoen jaar oud. Het bestaat grotendeels uit de achterste helft van een skelet. Een inspectie van  het materiaal door Peter Malcom Galton uit 1976 trof een hoofdblok aan met daarin de drie achterste ruggenwervels, het bekken, het heiligbeen, de linkerachterpoot en de rechtervoet. Onvermeld door Marsh bleek er onder hetzelfde inventarisnummer ook een kleiner blok opgeslagen met daarin het rechterschouderblad, drie ruggenwervels en vijf ribben. Het in 1969 geborgen stuk voorste deel, nu specimen YPM 6282, mist de schedel, hoewel het vinden daarvan Ostroms hoofdmotief was geweest in zijn poging het exemplaar te completeren. Het omvat slechts een gedeelte van de ribbenkast. Wel werd in 1969 ook nog een stuk van het rechterdijbeen aangetroffen.
In 1892 benoemde Marsh resten van een jong dier, specimen YPM 209, ook gevonden in de groeve van Walcott, tot de soort Anchisaurus solus. In 1932 maakte Friedrich von Huene daar een Ammosaurus solus van. Tegenwoordig wordt aangenomen dat dit een jong van A. major betreft. Het betreft een vrijwel volledig skelet met schedel waaraan slechts de achterkant van de staart en de onderkant van de rechterarm ontbreken; de kwaliteit van de beenderen is echter slecht.
Later zijn verschillende andere fossielen aan Ammosaurus toegewezen waaronder zeer grote specimina uit Arizona, MNA G2 7233 en UCMP 82961. Naar huidige inzichten betreft het echter andere taxa.
Vanaf de jaren negentig hebben veel onderzoekers Ammosaurus major aan Anchisaurus polyzelus gelijkgesteld; het zou daarvan slechts een bijzonder groot exemplaar zijn. Omdat dit echter moeilijk te bewijzen valt, gaan andere wetenschappers er voorlopig van uit dat het toch verschillende soorten zijn. Een fundamenteel probleem hierbij is dat de beenderen van het holotype slechts gedeeltelijk geprepareerd zijn; ze bevinden zich nog grotendeels in het zandgesteente. Uit de groeve van Walcott kwam nog een exemplaar tevoorschijn: YPM 1883. Dit werd door Marsh benoemd tot Anchisaurus colurus en later door von Huene hernoemd tot Yaleosaurus. Galton meende echter in 1976 dat het niet van Anchisaurus polyzelus te onderscheiden viel. Deze identificatie gecombineerd met de directe associatie met de exemplaren van Ammosaurus sterkt degenen die menen dat Ammosaurus slechts een jonger synoniem van Anchisaurus is, in hun oordeel.
Paul Sereno stelde in 2007 dat de taxa wellicht wel identiek waren maar dat Anchisaurus een nomen dubium was. Adam Mathew Yates meende echter in 2010 dat Anchisaurus toch onderscheidende kenmerken bezat en dat Ammosaurus het jongere synoniem was. In 2012 diende Galton een petitie in bij de International Commission on Zoological Nomenclature om YPM 1883 als het neotype aan te wijzen van Anchisaurus polyzelus. Juni 2015 werd aldus beslist. Dit maakt Anchisaurus colurus en Yaleosaurus tot objectieve jongere synoniemen van Anchisaurus polyzelus. Ammosaurus is een subjectief jonger synoniem, mits het als identiek aan Anchisaurus polyzelus wordt beschouwd, wat in 2015 de consensus was.

## Beschrijving

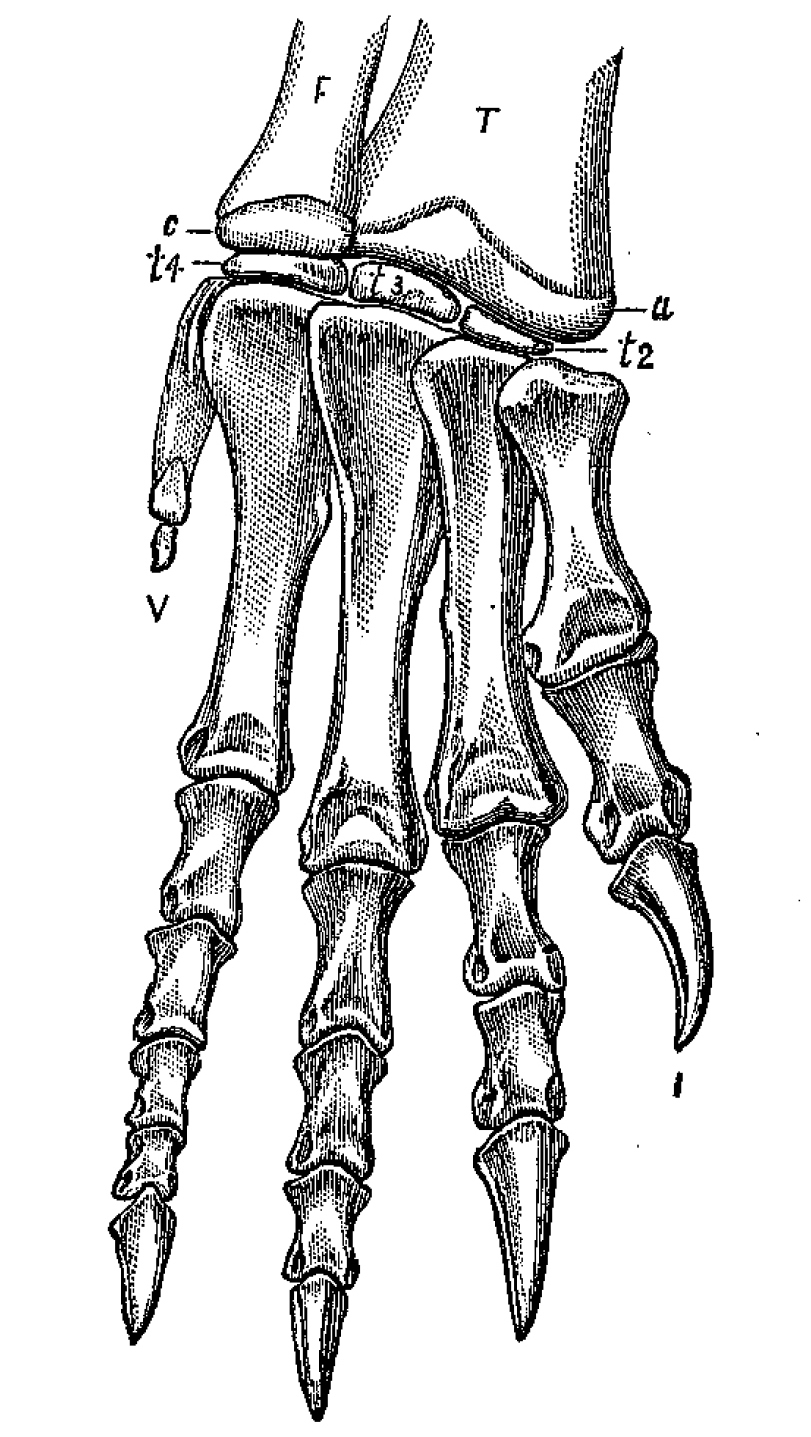
De rechtervoet zoals afgebeeld bij Marsh

Ammosaurus heeft een lange romp, lange nek en lange staart. Gregory S. Paul schatte in 2010 de lichaamslengte op drie meter, het gewicht op zeventig kilogram. YPM 209 heeft een lengte van ongeveer één meter.
De achterpoten van Ammosaurus zijn vrij stevig, de voorpoten kort. Wellicht konden de laatste niet geproneerd worden, met de handpalm op de grond gezet, zodat slechts een tweevoetige gang mogelijk was. Galton zag de brede middenvoet als het duidelijkste onderscheid met Anchisaurus; ook het kleine exemplaar YPM 209 lijkt deze eigenschap te bezitten dus Galton meende dat zij niet het gevolg was van allometrie: i.c. het extra groter worden van de ledematen bij zwaardere dieren. Verder gaf hij als diagnostische kenmerken: de wervellichamen van de ruggenwervels zijn laag; bij de derde sacrale wervel raakt het uiteinde van het zijuitsteeksel de rib niet; het voorblad van het darmbeen is langgerekt; het lichaam van het zitbeen onder het heupgewricht heeft een overdwars versmalde onderrand. 
Het leefgebied van Ammosaurus kende een halfdroog klimaat waarbij meren gevormd werden.

## Fylogenie
Ammosaurus werd in 1914 door von Huene in een eigen Ammosauridae geplaatst, waarvan hij overigens meende dat het om een groep theropoden ging, behorend tot de Coelurosauria. Dit is tegenwoordig geen gangbaar begrip meer; Galton meende in 1976 dat Ammosaurus niet zo heel verschillend was van verwante vormen en plaatste hem in de Plateosauridae. Tegenwoordig wordt aangenomen dat als de soort geldig is, hij nauw verwant zal zijn aan Anchisaurus en zich in de Anchisauridae bevindt.